# Charlie Jellen
Charles »Charlie« Jellen, avstrijski dirkač, * 1909, Znojmo (nemško Znaim), Južna Moravska, Avstro-ogrska (danes Češka), † 7. maj 1934, München, Nemčija.
Jellen se je rodil v Znojmu, dolgo je živel v Gradcu, leta 1932 pa se je preselil v München, kjer je odprl predstavništvo za prodajo avtomobilov. Prvič je nase opozoril leta 1930 ob postavljanju kopenskih hitrostnih rekordov. V naslednjih treh letih je osvojil več zmag z Bugattijem na gorskih dirkah v Avstriji, Češkoslovaški, Franciji, Nemčiji, Madžarski, Italiji, Romuniji in Švici. Pred sezono 1933 sta skupaj s Paulom Pietschem ustanovila dirkaško moštvo Team Pietsch-Jellen. Vsak je imel 2,3 litrski dirkalnik Alfa Romeo Monza, ki sta jima za sezono 1934 povečala delovno prostornino motorja na 2,6 litra. Skupaj sta nastopila na več gorskih dirkah, Pietsch je nastopal v absolutnem razredu z odprtim dirkalnikom, Jellen pa v razredu športnih dirkalnikov, pogosto sta oba zmagala na isti dan. Po več zmagah v sezoni 1933 je Jellen postal znano ime v dirkaškem svetu, najboljši rezultat na dirkah za Veliko nagrado pa je dosegel na dirki Avusrennen s petim mestom. Kot privatnik je pogosto dirkal proti uveljavljenim dirkačev v tovarniških moštvih. 7. maja 1934 se je na testu svojega dirkalnika Alfa Romeo Monza na avtocesti Ingolstadt pri Münchnu, v ovinku Neuherberge, ki leži na odseku pogosto uporabljenem za postavljanje hitrostnih rekordov, smrtno ponesrečil. Z dirkalnikom je zletel s ceste in se prevrnil, pri čemer je utrpel počeno lobanjo in več drugih hudih poškodb. Takoj je bil prepeljan v Münchnsko bolnišnico Schwabing, kje pa je kmalu podlegel hudim poškodbam. S Pietschem sta se nameravala udeležiti prihajajoče dirke Avusrennen, ki je bila konec maja. 